# Waleriý Broşin
Waleriý Wiktorowiç Broşin (russisch Валерий Викторович Брошин Waleri Wiktorowitsch Broschin; * 9. Oktober 1962 in Leningrad; † 5. März 2009 in Moskau) war ein sowjetischer bzw. russischer und turkmenischer Fußballspieler und Fußballtrainer.

## Spielerkarriere
Broşin begann seine Karriere als aktiver Spieler 1980 bei Zenit Leningrad. Mit diesem Team gewann der Mittelfeldspieler 1984 die sowjetische Fußballmeisterschaft. Im selben Jahr stand er mit seiner Mannschaft auch im Finale des Sowjetischen Pokalwettbewerbs, das Spiel verlor Zenit allerdings gegen Dynamo Moskau. Nach 107 Spielen für Zenit wechselte Broşin 1986 zu ZSKA Moskau und wurde mit dieser Mannschaft im Jahr 1991 sowjetischer Meister. 1992 kam er zunächst nach Finnland zum Team des Kuopion PS, wechselte aber noch in derselben Saison zu CD Badajoz in die spanische Segunda División. Nachdem er 1993/94 erneut kurze Zeit für ZSKA Moskau gespielt hatte, wechselte Broşin nach Israel und spielte dort zunächst für Hapoel Kfar Saba dann für Maccabi Petach Tikwa. Im Jahr 1995 kehrte er erneut nach Russland zurück und absolvierte zehn Spiele für das damals in der zweitklassigen 1. Fußball-Division spielende Team von Zenit St. Petersburg. In den Spielzeiten 1997 und 1998 war Broşin in Turkmenistan bei Köpetdag Aşgabat unter Vertrag und wurde mit dieser Mannschaft turkmenischer Meister und Pokalsieger. Nach Stationen bei den unterklassigen russischen Vereinen SKA Rostow und FC Nika Moskau beendete er 2001 seine Karriere beim FK Homel in Belarus.
Broşin spielte im April 1987 erstmals für die sowjetische Nationalmannschaft. Er nahm an der Weltmeisterschaft 1990 in Italien teil, kam während dieses Turniers aber zu keinem Einsatz. Insgesamt bestritt er drei Spiele für die Sbornaja und kam zu zwei Einsätzen im sowjetischen Olympiateam. Nachdem er 1997 die turkmenische Staatsangehörigkeit angenommen hatte, spielte er von 1997 bis 1998 insgesamt elfmal für die turkmenische Fußballnationalmannschaft.

## Trainerkarriere
Nach seiner aktiven Karriere arbeitete Broşin zunächst als Assistenz-Trainer beim FK Homel, später trainierte er dann den FC Nika Moskau. Am 5. März 2009 starb Waleriý Broşin in Moskau an Krebs.